# System e-learningowy
System e-learningowy – system, który ma na celu wspomagać proces e-learningu.

## Rodzaje systemów e-learningowych
Systemy e-learningowe można podzielić według wielu kryteriów m.in.:
- obsługiwane standardy e-learningu
- rodzaj systemu i jego funkcjonalność
- cena systemu
- rodzaj licencji

Ze względu na mnogość różnych standardów e-learningowych oraz instytucji je ustanawiających systemy e-learningowe dzieli się najczęściej według rodzaju systemu i jego funkcjonalności.
Rozróżnić można systemy:
- LMS – Learning Management System – System Zarządzania Nauczaniem
- LCMS – Learning Content Management System – System Zarządzania Treścią Szkoleniową
- LCS – Life Communication System – System Zarządzania Komunikacją Synchroniczną

## Funkcje systemu LMS
Główne zadanie LMS to pomoc w zarządzaniu aktywnością szkoleniową i kompetencjami w organizacji. Aktywności zarządzane przez LMS różnią się przy kursach prowadzonych przez instruktora, seminariach edukacyjnych czy szkoleniach opartych na sieci komputerowej. Z punktu widzenia użytkownika końcowego LMS zapewnia efektywny sposób śledzenia indywidualnych umiejętności i kompetencji, proste metody lokalizacji aktywności szkoleniowych i rejestracji na kursy. LMS zarządza dostępem do kursów online na które użytkownik został zarejestrowany. LMS ułatwia wprowadzenie, śledzenie, zarządzanie, i raportowanie aktywności szkoleniowych w organizacji.

## Funkcje systemu LCMS
LCMS pomaga tworzyć, wykorzystywać, lokalizować, dostarczać, zarządzać i ulepszać zawartość szkoleń. Zawartość jest zwykle zarządzana w scentralizowanym archiwum w formie niewielkich, samo opisujących, identyfikowalnych elementów lub jako jednostki szkoleniowe, z których każda satysfakcjonuje jeden lub więcej dobrze zdefiniowanych obiektów szkoleniowych. LCMS potrafi zlokalizować i dostarczyć do użytkownika końcowego indywidualną jednostkę szkoleniową, aby zaspokoić pojedyncze zadanie, lub dostarczać elementy większego kursu, zdefiniowanego w systemie LMS. W zaawansowanych systemach, LCMS kontroluje interakcje studenta z obiektami kursu i opierając się na tej informacji dostarcza studentowi wysoce spersonalizowany tok nauczania. LCSM dostarcza osobom nadzorującym przejrzystych i wartościowych raportów, które w przyszłości mogą posłużyć również do doskonalenia obiektów szkoleniowych. Niektóre z wiodących systemów LCMS umożliwiają współpracę i wymianę wiedzy w odniesieniu do obiektów szkoleniowych pomiędzy studentami i nauczycielami. Również ta wymiana jest archiwizowana i udostępniana osobom przygotowującym uzupełnienia treści szkoleń. Główne zadanie LCMS to tworzenie, przetwarzanie, lokalizowanie, dostarczanie, zarządzanie i ulepszanie treści. W niektórych przypadkach obszar ten rozszerza się na zbieranie dodatkowych informacji i prezentowanie ich w przystępnej formie. LCMS nie zajmuje się zarządzaniem kompetencjami, nie ma dodatkowych funkcji administracyjnych, nie zarządzają szkoleniami ani logistyką.

## Funkcje systemu LCS
Systemy LCS wykorzystuje się do wspierania e-learningu synchronicznego. Funkcje systemu LCS związane są z prowadzeniem zajęć na żywo. Do wymagań w stosunku do systemu LCS należy wsparcie dla wideokonferencji oraz VoIP, co pozwala przesyłać obraz oraz głos. Wirtualne tablice są to tablice umożliwiające podgląd tego co wykładowca napisał na tablicy w oknie programu komputerowego. Przydatna funkcją jest też współdzielenie pulpitu komputera prowadzącego zajęcia. Przesyłane na żywo lekcje powinny być przez system LCS archiwizowane w postaci obiektu szkoleniowego.